# 겐도지역
겐도지역(일본어: 源道寺駅)은 일본 시즈오카현 후지노미야시에 있는 도카이 여객철도 미노부 선의 역이다. 상대식 승강장 2면 2선의 구조를 지닌 지상역이다.

## 타는 곳
| 1 | ■ 미노부 선 | 하행 | 미노부 · 고후 방면 |
| 2 | ■ 미노부 선 | 상행 | 후지 방면          |

## 이용 현황
| 연도     | 하루 평균 승차 인원 | 연도     | 하루 평균 승차 인원 |
| 1993년도 | 615                 | 2002년도 | "                   |
| 1994년도 | 699                 | 2003년도 | "                   |
| 1995년도 | 716                 | 2004년도 | "                   |
| 1996년도 | 708                 | 2005년도 | "                   |
| 1997년도 | 680                 | 2006년도 | "                   |
| 1998년도 | 650                 | 2007년도 | "                   |
| 1999년도 | 651                 | 2008년도 | "                   |
| 2000년도 | 676                 | 2009년도 | "                   |
| 2001년도 | 불명                | 2010년도 | 694                 |
| -------- | ------------------- | -------- | ------------------- |

## 역 주변
- 유미자와 강
- 우루이 강

## 역사
- 1930년 12월 25일 : 겐도지 정류장(源道寺停留場)으로서 개업.
- 1938년 10월 1일 : 겐도지역으로 승격과 동시에 개칭.
- 1987년 4월 1일 : 민영화에 의해, 도카이 여객철도로 이관.

## 인접 정차역
| 도카이 여객철도 미노부 선 | 도카이 여객철도 미노부 선 | 도카이 여객철도 미노부 선 |
| ------------------------- | ------------------------- | ------------------------- |
| 후지네 후지 방면          | ■ 미노부 선               | 후지노미야 고후 방면      |